# 21世紀フォックス
21世紀フォックス（21せいきフォックス、Twenty-First Century Fox, Inc.、21CF）は、ニューヨークのマンハッタン・ミッドタウンに本社を置いたアメリカ合衆国の多国籍マスメディア企業。ルパート・マードックが1980年に設立したニューズ・コーポレーションの出版部門を2013年にスピンオフしてできた2社のうちの1社であり、法的継承者だった。2019年にウォルト・ディズニー・カンパニーに買収されるまでは、米国第4位のメディア・コングロマリットだった。
2018年7月27日、21世紀フォックスの株主は、その資産の大部分を713億ドルでディズニーに売却することに合意した。売却の対象となったのは、20世紀フォックス、FX放送、ナショナル ジオグラフィック・パートナーズなど、21CFのエンターテインメント資産の大部分。フォックスとの入札合戦の後、Sky plc（フォックスが株式を保有していた英国のメディアグループ）はコムキャストが別途買収し、フォックスのFSN地域スポーツネットワークは反トラスト法の裁定により、シンクレア・ブロードキャスト・グループに売却された。フォックス放送とマイネットワークTVネットワーク、フォックスの全米放送、テレビ局、ニュース、スポーツ事業を中心とする残りの部分は、新会社フォックス・コーポレーションにスピンアウトされ、2019年3月19日に取引が開始された。ディズニーによる21世紀フォックスの買収は3月20日に終了した後、残りの21世紀フォックスの資産はディズニーの各部門に散らばった。

## 概要
2013年4月、ニューズ・コーポレーションは自社からエンターテインメント部門を切り離し、新会社21世紀フォックス（名称が公表されるまでは「フォックス・グループ」と呼ばれていた）を設立すると発表、翌月の取締役会による株式分割の承認を経て、同年6月28日には映画会社・映画スタジオの20世紀フォックスやアメリカの放送ネットワークであるフォックス放送などのエンターテイメント関連企業（一部除く）を傘下に収めて誕生した。なお、当社の傘下企業を除く出版事業などは、分社化後に新しく誕生したニューズ・コープが受け持つ。
また、NASDAQ株取引は会社設立の3日後にあたる7月1日より開始している。2016年12月現在、アメリカ合衆国における株式市場ではナスダック100指数及びS&P 500に含まれており、またオーストラリア証券取引所の上場銘柄で構成されるS&P/ASX 50にも含まれている。
2015年にナショナル ジオグラフィック協会のメディア部門を買い取り、新会社ナショナル ジオグラフィック・パートナーズ（株式の73％がフォックス、残りの27％が同協会）を設立、同協会の雑誌やケーブルテレビなどを傘下に収めた。

### ウォルト・ディズニー社による買収
2017年12月14日にウォルト・ディズニー・カンパニーが21世紀フォックス傘下の映画製作部門である20世紀フォックスやテレビ製作部門である20世紀フォックステレビジョンおよびフォックス21テレビジョンスタジオ、ケーブル放送事業のFXおよびナショナル ジオグラフィック、衛星放送事業の英スカイ（当社が株式の39.1%を保有しており、今後残りの株式も取得する方針）などを買収すると発表。
さらにディズニーは映像配信サービス事業のHuluの権利も取得（もともとディズニーはHuluの株式の30%を保有していたが今回の買収で当社が保有する30%も追加され、単独で6割超えとなる）し、映画やテレビ番組など映像コンテンツの強化によりNetflixなどに対抗していく方針である。なお、テレビや映画の作家を取りまとめる西部全米脚本家組合は前述の買収に反対を表明している。
2019年3月20日、ディズニーが、21世紀フォックスが所有する映画とテレビ資産の買収を完了したと正式に発表した。

## 主な傘下企業・所有資産
ウォルト・ディズニー・カンパニーによる買収前の傘下企業・所有資産を示す。

### 20世紀フォックス映画
- 20世紀フォックス - 映画会社および映画スタジオ。当社名の元となった。ディズニーによる買収後「20世紀スタジオ」となった。
  - フォックス・サーチライト・ピクチャーズ - ディズニーによる買収後「サーチライト・ピクチャーズ」となった。
  - フォックス・インターナショナル・プロダクション
  - フォックス2000ピクチャーズ
  - フォックス・ミュージック
  - ゼロ・デイ・フォックス
  - 20世紀フォックス・アニメーション
- 20世紀フォックス ホーム エンターテイメント ジャパン
- ブルースカイ・スタジオ
- 20世紀フォックス・インターナショナル
- フォックススタジオ・オーストラリア
- フォックススタジオ・ロサンゼルス

### FOXネットワークス・グループ
- 20世紀フォックステレビジョン
- Hulu（30%保有）

### スカイ&スター
- タタ・スカイ（タタ・グループとの共同事業、20%保有）
- スター